# Triptic

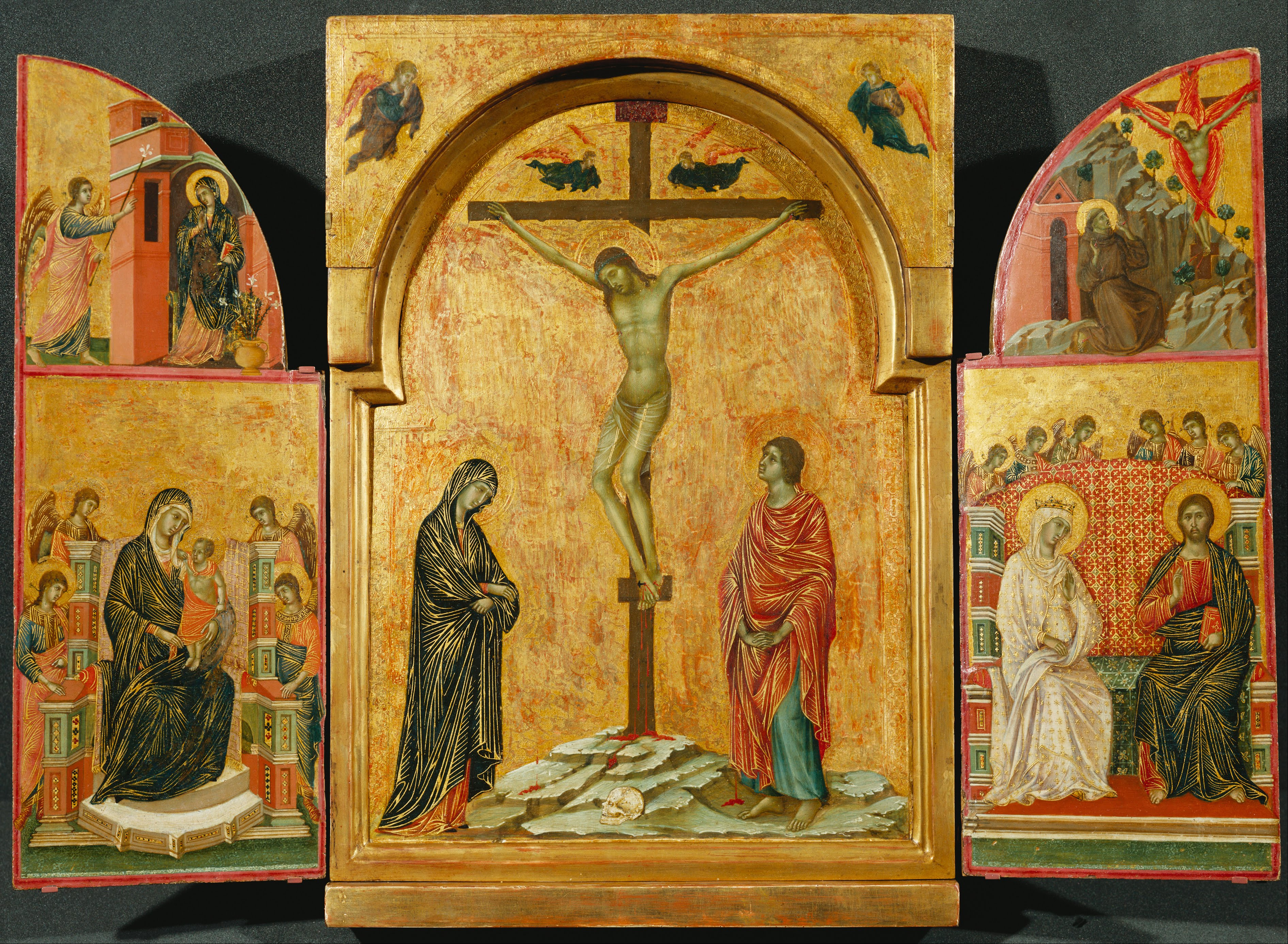
Triptic cu Răstignirea Mântuitorului Iisus Hristos, Fiul lui Dumnezeu, şi alte scene (Duccio, 1302-1308)

Triptic (din greacă τρίπτυχος, pliat în trei) se numește un ansamblu de trei panouri pictate sau sculptate, unite prin conținut comun, care se completează reciproc, reprezentând de obicei scene sacre, prinse între ele prin balamale astfel încât panourile laterale să se poată închide peste cel din mijloc, formând, de regulă, un diptic atunci când sunt închise.
Atunci când tripticul este un retablu compus dintr-un panou central, fix, și altele două mobile, acesta mai poartă și denumirea de „altar zburător”.
Cel mai vechi triptic din Transilvania, datat între 1450-1460, se găsește în Biserica fortificată din Prejmer.
În Muzeul mănăstirii Putna se păstrează un triptic pe care Ștefan cel Mare l-a purtat întotdeauna cu sine, mai ales în multele sale războaie. Pe el este reprezentat, la mijloc, Mântuitorul, înconjurat de Maica Domnului și de Sfântul Ioan Botezătorul, alcătuire ce se numește în termeni de specialitate „Grupul deisis”.

## Vezi și
- Grădina desfătărilor umane